# Inżektor (kolejnictwo)

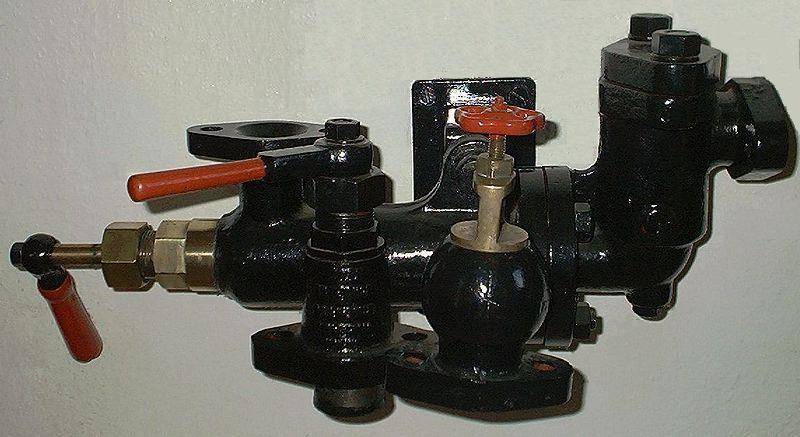
Inżektor stosowany w parowozach

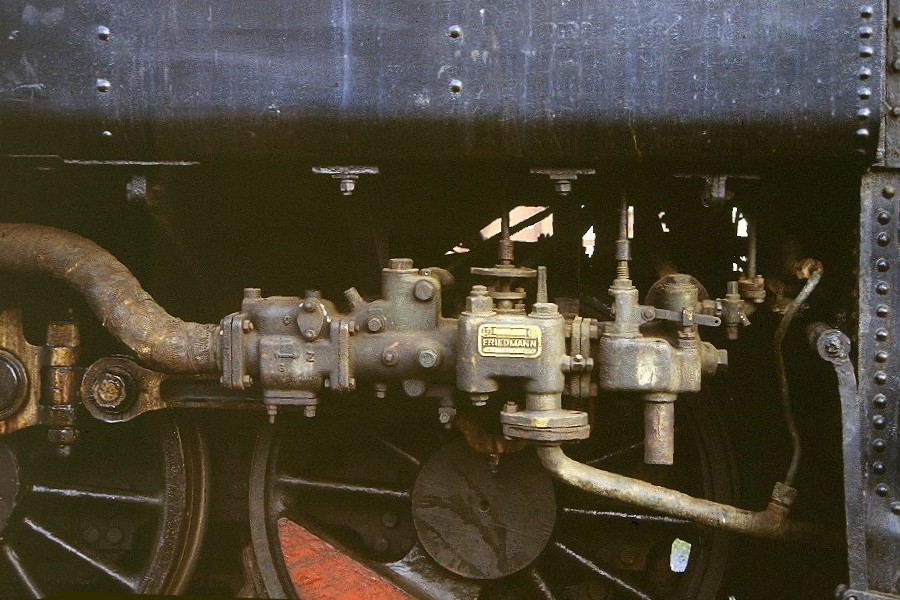
Inżektor Friedmanna w parowozie serii 524

Inżektor (smoczek) – jeden z rodzajów urządzenia podającego wodę do kotła parowozu, potrzebną mu do wytwarzania pary. Każdy parowóz powinien posiadać dwa niezależne urządzenia podające wodę – jeden zapasowy. 

## Charakterystyka
Wynaleziony został w 1857 roku.
Woda podawana jest ze zbiorników w parowozie lub ze skrzyni wodnej tendra. Działanie inżektora polega na wykorzystaniu pary pod ciśnieniem, dzięki układowi dysz, do wtłoczenia wody do kotła, przezwyciężając ciśnienie panujące w kotle. Dodatkowo woda ulega podgrzaniu w inżektorze w kontakcie z parą. Nie posiadają więc podgrzewaczy, co upraszcza ich konstrukcje i naprawy.
Inżektory dzielimy na parę:
- świeżą – wymagają zasilania parą wodną o ciśnieniu około 6 atm; podgrzewają wodę do temperatury 60–70 °C[2]
  - niessące – np. Nathana – umieszczane poniżej dna zbiorników wody parowozu lub tendra, zwykle pod budką maszynisty, gdyż wymagają grawitacyjnego dopływu wody[2]
  - ssąco-tłoczące – np. Friedmanna, Strubego – umieszczane w pobliżu kotła, zwykle w budce maszynisty; wpychają wodę do kotła poprzez wywołanie ssania przez parę wodną[2]. Nadają wodzie dużą prędkość, która zamieniona na ciśnienie, pozwala pokonać ciśnienie w kotle i wlot wody do niego.
- odlotową – w rzeczywistości wykorzystują zarówno parę odlotową (w normalnej pracy) i parę świeżą (przy braku dopływu pary odlotowej)[2]. Wymagają również grawitacyjnego dopływu wody (przy niskim ciśnieniu pary odlotowej nie mogą zasysać wody samodzielnie), co dodatkowo komplikuje ich budowę. Ich zaletami jest wyższa sprawność cieplna i podgrzewanie wody do wyższych temperatur (90 °C)[2].

Drugim rodzajem urządzeń podających wodę do kotłów są pompy tłokowe.